# الانتخابات الرئاسية الكرواتية 2014–15
الانتخابات الرئاسية الكرواتية 2014–15 هي الانتخابات الرئاسية التي عقدت في 28 ديسمبر 2014و 11 يناير 2015. وفازت فيها مرشحة حزب الاتحاد الديمقراطي الكرواتي كوليندا غرابار كيتاروفيتش في مرحلة ثانية بينها وبين الرئيس المنتهية ولايته إيفو يجوسيبوفيتش بعد أن أخفق أي من المرشحين في تحقيق نسبة تصويت أكثر من 50% في المرحلة الأولى.